# 蘇盧奧瓦
蘇盧奧瓦是土耳其的城鎮，位於該國北部，由阿馬西亞省負責管轄，面積516平方公里，海拔高度510米，該地區自石器時代有人類居住，2010年人口37,669。

## 外部連結
- District municipality's official website （页面存档备份，存于）

40°50′N 35°39′E / 40.833°N 35.650°E